# Fennimore (hrabstwo Grant)
Wingville – miejscowość w Stanach Zjednoczonych, w stanie Wisconsin, w hrabstwie Grant.